# Sotoca (Cuenca)
Sotoca es una localidad del municipio conquense de Fuentenava de Jábaga, en la comunidad autónoma de Castilla-La Mancha (España). 

## Localidades limítrofes
Confina con las siguientes localidades:
- Al norte con Valdecañas.
- Al este con Noheda.
- Al sureste con Fuentesclaras de Chillarón.
- Al sur con Villar del Saz de Navalón.
- Al noroeste con La Ventosa y Culebras.

## Demografía
| Gráfica de evolución demográfica de Sotoca entre 1842 y 1970 |
| |
| Población de derecho según los censos de población del INE Población de hecho según los censos de población del INEEntre el censo de 1981 y el anterior, este municipio desaparece porque se integra en el municipio Fuentenava de Jábaga |

Evolución de la población
| Gráfica de evolución demográfica de Sotoca entre 2000 y 2017       |
|                                                                    |
| Población de derecho (2000-2017) según el padrón municipal del INE |

## Historia
Así se describe a Sotoca en el tomo XIV del Diccionario geográfico-estadístico-histórico de España y sus posesiones de Ultramar, obra impulsada por Pascual Madoz a mediados del siglo XIX:

Lugar con ayuntamiento en la provincia, diócesis y partido judicial de Cuenca (3 leguas), audiencia territorial de Albacete y capitanía general de Castilla la Nueva, Madrid. Situado en la falda de un cerro titulado el Castillo y a corta distancia de un valle; su clima es algo frío, bien ventilado y sano. Consta de 62 casas, una escuela de primeras letras, sin otra dotación que la pequeña retribución que dan los padres de los niños; iglesia parroquial ser-vida por un vicario ecónomo con curato de entrada. El término confina por N con Sacedoncillo; E Nueda; S Fuentes Claras, y O Valdecañas. El terreno es bastante productivo, parte se halla destinado a cereales y parte al plantío de viñas. Los caminos son locales y en mediano estado. Producciones: trigo, cebada, centeno, avena, azafrán y vino; se cría ganado lanar, cabrío y vacuno, y caza de liebres, perdices y conejos. Población: 61 vecinos, 243 almas. Capital productivo: 607.500 reales. Imponible: 30.375.
Diccionario geográfico-estadístico-histórico de España y sus posesiones de Ultramar

## Patrimonio
En la localidad hay una iglesia dedicada a La Purificación.